# Cerococcus intermedius
Cerococcus intermedius är en insektsart som beskrevs av Alfred Serge Balachowsky 1930. Cerococcus intermedius ingår i släktet Cerococcus och familjen Cerococcidae.
Artens utbredningsområde är Tunisien. Inga underarter finns listade i Catalogue of Life.